# XXXVIII Premis Goya
La 38a edició dels Premis Goya, presentada per la Acadèmia de les Arts i les Ciències Cinematogràfiques d'Espanya, reconeix el millor del cinema espanyol de 2023 i va tenir lloc a Feria de Valladolid el 10 de febrer de 2024. La cerimònia serà retransmesa en directe per La 1 i RTVE Play presentada per Ana Belén, Javier Ambrossi i Javier Calvo. Va aconseguir una quota d'audiència del 23,5% (2.359.000 espectadors). Hi van actuar Amaia, David Bisbal, Estopa, María José Llergo, India Martínez, Niña Pastori, Sílvia Pérez Cruz, i Salvador Sobral.
Les nominacions van ser anunciades el 30 de novembre de 2023 per l'actor Luis Tosar i l'actriu Anna Castillo com a part de la programació del programa matutí Mañaneros de La 1. 20.000 espècies d'abelles va encapçalar les nominacions amb quinze, seguit per La sociedad de la nieve amb tretze i Cerrar los ojos i Saben aquell amb set.

## Antecedents
El març de 2023, Valladolid es va revelar com a ciutat amfitriona de la 38a edició, juntament amb la ciutat amfitriona de 2025, Granada. El 29 de juny de 2023 es va anunciar la data concreta del 10 de febrer pel president de l'acadèmia Fernando Méndez-Leite Serrano i l'alcalde de Valladolid Jesús Julio Carnero. S'ha modificat el procés de selecció mixta de manera que s'escolliran 3 candidatures per membres de l'acadèmia pertanyents a les respectives especialitzacions i les altres dues seran elegides per tot el cos de membres de l'acadèmia. El sistema de preseleccions per a les categories de premis de curtmetratge i documental va ser també descartat.
A l'octubre de 2023, es va anunciar la llista completa de presentacions de les acadèmies i comitès nacionals de cinema al Goya a la millor pel·lícula europea: Aftersun (Regne Unit), Anatomie d'une chute (França), Píso apo tis thimonies (Grècia), Foudre (Suïssa), Great Yarmouth: Provisional Figures (Portugal), Les vuit muntanyes (Itàlia), Sigurno mjesto (Croàcia), Das Lehrerzimmer (Alemany), Sughra's Sons (Azerbaidjan), i Läif a Séil (Luxemburg). El 30 d'octubre de 2023, Méndez-Leite va anunciar Ana Belén, Javier Ambrossi i Javier Calvo com a amfitrions de la gala.
L'octubre de 2023 es va anunciar al director de fotografia, restaurador cinematogràfic i investigador cinematogràfic Juan Mariné Bruguera com a guanyador del Premi Goya Honorífic.
La societat de la neu es va convertir en la tercera pel·lícula de la història amb més premis (12), només per darrere de ¡Ay, Carmela! (13) i Mar adentro (14).

## Nominacions per pel·lícula
| Nominacions | Pel·lícules per nom              | Premis |
| 15          | 20.000 espècies d'abelles        | 3      |
| 13          | La sociedad de la nieve          | 12     |
| 11          | Cerrar los ojos                  | 1      |
| 11          | Saben aquell                     | 1      |
| 7           | Un amor                          | 0      |
| 5           | El mestre que va prometre el mar | 0      |
| 5           | Te estoy amando locamente        | 1      |
| 4           | Creatura                         | 0      |
| 4           | Chinas                           | 0      |
| 4           | Robot Dreams                     | 2      |
| 3           | Upon entry (L'arribada)          | 0      |
| 3           | La contadora de películas        | 0      |
| 3           | Valle de sombras                 | 0      |
| 2           | Matria                           | 0      |
| 2           | Campeonex                        | 0      |

## Nominats
Els nominats foren anunciats el 30 de novembre de 2023.
| Millor pel·lícula | Millor direcció |
| --- | --- |
| - La sociedad de la nieve – Belén Atienza Azcona, Juan Antonio Bayona, Sandra Hermida Muñiz - 20.000 espècies d'abelles – Lara Izagirre Garizurieta, Valérie Delpierre - Cerrar los ojos – Agustín Bossi, Cristina Zumárraga, José Alba, Maximiliano Lasansky, Odile Antonio-Baez, Pablo E. Bossi, Pol Bossi, Víctor Erice - Saben aquell – Edmon Roch, Jaime Ortiz de Artiñano - Un amor – Marisa Fernández Armenteros, Sandra Hermida Muñiz                                                                         | - La sociedad de la nieve — Juan Antonio Bayona - Cerrar los ojos — Víctor Erice - Creatura — Elena Martín - Saben aquell — David Trueba - Un amor — Isabel Coixet |
| Millor actriu | Millor actor |
| - Malena Alterio — Que nadie duerma com Lucía - Patricia López Arnaiz — 20.000 espècies d'abelles com Ane - María Vázquez — Matria com Ramona - Carolina Yuste — Saben aquell com Concepción Alcaide - Laia Costa — Un amor com Nat | - David Verdaguer — Saben aquell com Eugenio - Manolo Solo — Cerrar los ojos com Miguel Garay - Enric Auquer — El mestre que va prometre el mar com Antoni Benaiges - Hovik Keuchkerian — Un amor com Andreas - Alberto Ammann — Upon entry (L'arribada) com Diego |
| Millor actriu secundària | Millor actor secundari |
| - Ane Gabarain — 20.000 espècies d'abelles com Lourdes - Itziar Lazkano — 20.000 espècies d'abelles com Lita - Ana Torrent — Cerrar los ojos com Ana Arenas - Luisa Gavasa — El mestre que va prometre el mar com Charo - Clara Segura — Creatura com Diana | - José Coronado — Cerrar los ojos com Julio Arenas / Gardel - Martxelo Rubio — 20.000 espècies d'abelles com Gorka - Juan Carlos Vellido — Bajo terapia com Roberto - Àlex Brendemühl — Creatura com Gerard - Hugo Silva — Un amor com Piter |
| Millor actriu revelació | Millor actor revelació |
| - Janet Novás — O corno com María - Xinyi Ye — Chinas com Claudia - Yeju Ji — Chinas com Shul - Clàudia Malagelada — Creatura com Mila - Sara Becker — La contadora de películas com María Margarita | - Matías Recalt — La sociedad de la nieve com Roberto Canessa - Omar Banana — Te estoy amando locamente com Miguel Acosta Fernández - Brian Albacete «Brianeitor» — Campeonex com Ell mateix - La Danis — Te estoy amando locamente com Dani - Julio Hu Chen — Chinas com Wang |
| Millor guió original | Millor guió adaptat |
| - 20.000 espècies d'abelles — Estibaliz Urresola Solaguren - Cerrar los ojos — Víctor Erice, Michel Gaztambide - Te estoy amando locamente — Carmen Garrido, Alejandro Marín - Upon entry (L'arribada) — Alejandro Rojas, Juan Sebastián Vásquez - Una vida no tan simple — Félix Viscarret | - Robot Dreams — Pablo Berger; basat en la novel·la gràfica Robot Dreams de Sara Varon - El mestre que va prometre el mar — Albert Val; basat en el llibre El mestre que va prometre el mar de Francesc Escribano - La sociedad de la nieve — Bernat Vilaplana, J.A. Bayona, Jaime Marques-Olarreaga, Nicolás Casariego; basat en el llibre La sociedad de la nieve de Pablo Vierci - Un amor — Isabel Coixet, Laura Ferrero; basat en la novel·la Un amor de Sara Mesa - Saben aquell — David Trueba, Albert Espinosa; basat en els llibres Eugenio i Saben aquell que diu de Gerard Jofra |
| Millor direcció novell | Millor pel·lícula documental |
| - 20.000 espècies d'abelles — Estibaliz Urresola Solaguren - Las chicas están bien — Itsaso Arana - Matria — Álvaro Gago - Te estoy amando locamente — Alejandro Marín - Upon entry (L'arribada) — Alejandro Rojas, Juan Sebastián Vázquez | - Mentre siguis tu — Claudia Pinto Emperador, Iván Martínez-Rufat, Joana M. Ortueta, Jordi Llorca, Óscar Bernàcer, Pilar Llorca - Caleta Palace — José Antonio Hergueta, Leticia Salvago Soto - Contigo, contigo y sin mi — Amaya Villar Navascués, Carlo D'Ursi - Esta ambición desmedida — Antón Álvarez, Cristina Trenas, Isabel Utrera Alfaro, María Rubio, Patricia Alfaro, Rogelio González, Santos Bacana - Iberia, naturaleza infinita — Arturo Menor Campillo, Cristina Menor |
| Millor direcció de producció | Millor muntatge |
| - La sociedad de la nieve — Margarita Huguet - 20.000 espècies d'abelles — Pablo Vidal - Cerrar los ojos — María José Díez - Saben aquell — Eduard Vallès - Valle de sombras — Leire Aurrekoetxea, Luis Gutiérrez | - La sociedad de la nieve — Andrés Gil, Jaume Martí - 20.000 espècies d'abelles — Raúl Barreras - Cerrar los ojos — Ascen Marchena - Mamacruz — Fátima de los Santos - Robot Dreams — Fernando Franco |
| Millor música original | Millor cançó original |
| - La sociedad de la nieve — Michael Giacchino - El mestre que va prometre el mar' — Natasha Arizu - La paradoja de Antares — Arnau Bataller - Robot Dreams — Alfons de Vilallonga - Saben aquell — Andrea Motis | - «Yo solo quiero amor» de Te estoy amando locamente — Rigoberta Bandini - «Ecos» de Amigos hasta la muerte — Xoel López - «Chinas» de Chinas — Marina Herlop - «El amor de Andrea» de El amor de Andrea — Álvaro B. Baglietto, David García, Guille Galván, Jorge González, Juan Pedro Martín «Pucho», Juanma Latorre, Valeria Castro - «La gallinita» de La imatge permanent — Fernando Moreri Haberman, Sergio Bertran |
| Millor fotografia | Millor direcció artística |
| - La sociedad de la nieve — Pedro Luque - 20.000 espècies d'abelles — Gina Ferrer García - Cerrar los ojos — Valentín Álvarez - Un amor — Bet Rourich - Una noche con Adela — Diego Trenas | - La sociedad de la nieve — Alain Bainée - 20.000 espècies d'abelles — Izaskun Urkijo - Cerrar los ojos — Curru Garabal - La contadora de películas — Carlos Conti - Saben aquell — Marc Pou |
| Millor disseny de vestuari | Millor maquillatge i perruqueria |
| - La sociedad de la nieve — Julio Suárez - 20.000 espècies d'abelles — Nerea Torrijos - El mestre que va prometre el mar' — Maria Armengol - La contadora de películas — Mercè Paloma - Saben aquell — Lala Huete | - La sociedad de la nieve — Ana López-Puigcerver, Belén López-Puigcerver, Montse Ribé - 20.000 espècies d'abelles — Aihoa Eskusabel, Jose Gabarain - La ternura — Eli Adánez, Juan Begara - Saben aquell — Caitlin Acheson, Benjamín Pérez, Nacho Díaz - Valle de sombras — Sarai Rodríguez, Noé Montes, Óscar del Monte |
| Millor so | Millors efectes especials |
| - La sociedad de la nieve — Jorge Adrados, Oriol Tarragó, Marc Orts - 20.000 espècies d'abelles — Eva Valiño, Koldo Corella, Xanti Salvador - Cerrar los ojos — Iván Marín, Juan Ferro, Candela Palencia - Campeonex — Tamara Arévalo, Fabiola Ordoyo, Yasmina Praderas - Saben aquell — Xavi Mas, Eduardo Castro, Yasmina Praderas | - La sociedad de la nieve — Pau Costa, Félix Bergés, Laura Pedro - 20.000 espècies d'abelles — Mariano García Marty, Jon Serrano, David Heras, Fran Belda, Indira Martín - Valle de sombras — Raúl Romanillos, Míriam Piquer - La ermita — Eneritz Zapiain, Iñaki Gil "Ketxu" - Tin & Tina — Mariano García Marty, Jon Serrano, Juan Ventura, Amparo Martínez |
| Millor pel·lícula d'animació | Millor curtmetratge d'animació |
| - Robot Dreams — Pablo Berger, Ángel Durández, Ibon Cormenzana, Ignasi Estapé, Sandra Tapia Díaz - Dispararon al pianista — Fernando Trueba, Xavier Mariscal, Cristina Huete - El sueño de la sultana — Isabel Herguera, Chelo Loureiro, Diego Herguera, Fabian Driehorst, Iván Miñambres, Mariano Baratech - Hanna i els monstres — Ángeles Hernández, David Matamoros, Lorena Ares - Mòmies — Juan Jesús García Galocha "Galo", Cleber Beretta, Francisco Celma, Jordi Gasull, Marc Sabé, Pedro Solís, Toni Novella | - To Bird or Not To Bird — Martín Romero, Chelo Loureiro, Iván Miñambres - Becarias — Marina Cortón, Marina Donderis, Núria Poveda, Iván Madolell, Leticia Montalvá, Pablo Muñoz Naharro, Vicente Mallols - Todo bien — Diana Acién Manzorro, Rocío Benavent Méndez - Todo está perdido — Carla Pereira, Juanfran Jacinto, Álvaro Díaz, David Castro González, Jorge Acosta - Txotxongiloa — Sonia Estévez |
| Millor curtmetratge documental | Millor curtmetratge de ficció |
| - Ava — Mabel Lozano - BLOW! — Neus Ballús, Miriam Porté - El bus — Sandra Reina, Jaime Fargas Coll, Valérie Delpierre - Herederas — Silvia Venegas Venegas, Juan Antonio Moreno Amador - Una terapia de mierda — Javier Polo, Jorge Acosta, Juanjo Moscardó Rius, Maxi Valero, Nathalie Martínez | - Aunque es de noche — Guillermo García López, Damien Megherbi, David Casas Riesco, Justin Pechberty, Marina García López, Pablo de la Chica - Carta a mi madre para mi hijo — Carla Simón, María Zamora Morcillo - Cuentas divinas — Eulàlia Ramon, Anna Saura - La loca y el feminista — Sandra Gallego, María del Puy Alvarado, Penélope Cristóbal - París 70 — Dani Feixas, Alba Forn |
| Millor pel·lícula estrangera de parla hispana | Millor pel·lícula europea |
| - La memoria infinita () — Maite Alberdi - Alma Viva () — Cristèle Alves Meira - La pecera () — Glorimar Marrero Sánchez - Puan () — Benjamín Naishtat i María Alché - Simón () — Diego Vicentini | - Anatomie d'une chute () — Justine Triet - Aftersun () — Charlotte Wells - Les vuit muntanyes () — Felix van Groeningen, Charlotte Vandermeersch - Sigurno mjesto () — Juraj Lerotić - Das Lehrerzimmer () — İlker Çatak |
| Premi Goya d'Honor | Premi Goya Internacional |
| Juan Mariné Bruguera | Sigourney Weaver |